# 대한민국의 텔레비전 드라마 목록 (ㅇ)
대한민국의 텔레비전 드라마 목록 (ㅇ)에서는 ㅇ으로 시작되는 제목의 대한민국의 드라마를 서술한다.

## 아
- 아가씨를 부탁해
- 아내가 돌아왔다
- 아내와 여자
- 아내의 유혹
- 아내의 자격
- 아는 와이프
- 아담의 도시
- 아들 녀석들
- 아들과 딸
- 아들의 여자
- 아랑사또전
- 아르곤 (2003년 드라마)
- 아르곤 (2017년 드라마)
- 아름다운 그녀
- 아름다운 그대에게 (드라마)
- 아름다운 날들 (드라마)
- 아름다운 내 편
- 아름다운 밀회
- 아름다운 선택
- 아름다운 세상 (드라마)
- 아름다운 시절 (드라마)
- 아름다운 유혹 (드라마)
- 아름다운 죄
- 아무도 모른다 (드라마)
- 아무렴 그렇지, 그렇고 말고
- 아버님 제가 모실게요
- 아버지가 이상해
- 아버지와 아들 (1983년 드라마)
- 아버지와 아들 (2001년 드라마)
- 아버지처럼 살기 싫었어
- 아빠 셋 엄마 하나
- 아빠의 수염
- 아스달 연대기
- 아스팔트 내 고향
- 아스팔트 사나이
- 아씨 (1997년 드라마)
- 아이 러브 이태리
- 아이가 다섯
- 아이두 아이두 (드라마)
- 아이리스 (드라마)
- 아이리스 2
- 아이싱 (드라마)
- 아이언맨 (드라마)
- 아이템 (드라마)
- 아일랜드 (2004년 드라마)
- 아줌마 (드라마)
- 아줌마가 간다
- 아직도 결혼하고 싶은 여자
- 아직은 마흔아홉
- 아테나: 전쟁의 여신
- 아파트 (드라마)
- 아홉수 소년
- 악마가 너의 이름을 부를 때
- 안녕? 나야!
- 안녕 내 사랑 (드라마)
- 안녕하세요 (드라마)
- 안투라지 (2016년 드라마)
- 알함브라 궁전의 추억 (드라마)
- 암행어사:조선비밀수사단
- 앙큼한 돌싱녀
- 앞집 여자
- 아무도 모른다
- 악의 꽃

## 애
- 애드버킷
- 애인 (드라마)
- 애인 있어요
- 애자 언니 민자
- 애정만만세
- 애정만세
- 애정의 조건 (1987년 드라마)
- 애정의 조건 (2004년 드라마)
- 앵그리맘
- 앨리스 (드라마)

## 야
- 야경꾼 일지
- 야망 (드라마)
- 야망의 25시
- 야망의 불꽃
- 야망의 세월
- 야망의 전설
- 야상곡 (드라마)
- 야식남녀
- 야왕 (드라마)
- 야인시대
- 야호 (드라마)
- 약속 (1992년 드라마)
- 약속 (1999년 드라마)
- 약속 (2000년 드라마)

## 어
- 어느 멋진 날 (2005년 드라마)
- 어느 멋진 날 (2006년 드라마)
- 어둔 하늘 어둔 새
- 어비스 (드라마)
- 어사 박문수
- 어셈블리 (드라마)
- 어여쁜 당신
- 어쩌다 발견한 하루
- 억새 바람
- 억새풀
- 언니는 살아있다
- 언제나 봄날
- 언터처블 (대한민국의 드라마)
- 얼마나 좋길래
- 엄마 (2015년 드라마)
- 엄마, 아빠 좋아
- 엄마가 뿔났다
- 엄마도 예쁘다
- 엄마야 누나야 (드라마)
- 엄마의 깃발
- 엄마의 바다
- 엄마의 선택

## 에
- 에덴의 동쪽 (드라마)
- 에어시티
- 엔젤 아이즈 (드라마)
- 엘레지 (드라마)

## 여
- 여 (드라마)
- 여고 동창생 (1976년 드라마)
- 여고 동창생 (2002년 드라마)
- 여로 (드라마)
- 여름아 부탁해
- 여명의 눈동자
- 여신강림 (드라마)
- 여심 (1986년 드라마)
- 여왕의 교실 (2013년 드라마)
- 여왕의 꽃
- 여왕의 조건
- 여우각시별
- 여우야 뭐하니
- 여우와 솜사탕
- 여울 (드라마)
- 여울목
- 여인의 향기 (드라마)
- 여인천하 (드라마)
- 여자 (1997년 드라마)
- 여자 마흔다섯
- 여자가 두번 화장할 때
- 여자가 사랑할 때
- 여자는 무엇으로 사는가
- 여자는 어디에 머무는가
- 여자는 왜?
- 여자를 몰라
- 여자를 울려
- 여자만세 (2000년 드라마)
- 여자의 거울
- 여자의 남자
- 여자의 방 (1992년 드라마)
- 여자의 방 (1999년 드라마)
- 여자의 비밀
- 여자의 시간
- 여태 뭘 했수
- 역도요정 김복주
- 역류 (드라마)
- 역적 : 백성을 훔친 도적
- 역전의 여왕
- 연개소문 (드라마)
- 연개소문 (드라마)
- 연애 말고 결혼
- 연애를 기대해
- 연애시대 (드라마)
- 연애의 기초
- 연애조작단; 시라노
- 연어가 돌아올 때
- 연어의 꿈
- 연인 (1993년 드라마)
- 연인 (2003년 드라마)
- 연인 (2006년 드라마)
- 열두밤
- 열망 (드라마)
- 열아홉 순정 (드라마)
- 열애 (2013년 드라마)
- 열여덟의 순간
- 열정 (2004년 드라마)
- 열혈사제
- 열혈 장사꾼
- 엽기적인 그녀 (2017년 드라마)
- 영광의 재인
- 영웅반란
- 영웅시대 (2004년 드라마)
- 영웅신화
- 영웅일기
- 영재의 전성시대
- 영혼수선공
- 연인 (2020년 드라마)

## 예
- 예감
- 예쁜 남자 (드라마)
- 예스터데이 (드라마)
- 옛날의 금잔디
- 옛사랑의 그림자

## 오
- 오 나의 귀신님
- 오남매
- 오늘만 같아라
- 오늘부터 사랑해
- 오늘의 탐정
- 오로라 공주 (드라마)
- 오 마이 금비
- 오! 마이 레이디
- 오! 삼광빌라!
- 오 마이 베이비 (드라마)
- 오만과 편견 (2014년 드라마)
- 오버 더 레인보우 (드라마)
- 오아시스
- 오자룡이 간다
- 오작교 형제들
- 오케이 광자매
- 옥란면옥
- 옥이 이모
- 옥중화
- 옥탑방 고양이
- 옥탑방 고양이
- 옥탑방 왕세자
- 온달 왕자들
- 온리 유 (드라마)
- 온에어 (드라마)
- 올인 (드라마)
- 옷소매 붉은 끝동
- 완벽한 이웃을 만나는 법
- 완장 (1989년 드라마)
- 완전한 사랑 (1990년 드라마)
- 완전한 사랑 (2003년 드라마)
- 왓쳐 (드라마)
- 왔다! 장보리
- 왕가네 식구들
- 왕과 나 (드라마)
- 왕꽃 선녀님
- 왕룽의 대지
- 왕룽일가
- 왕십리 (1993년 드라마)
- 왕은 사랑한다
- 왕의 얼굴
- 왕의 여자
- 왕이 된 남자
- 왕초 (드라마)
- 왜 그러지
- 왜그래 풍상씨
- 외과의사 봉달희
- 외출 (2001년 드라마)
- 왼손잡이 아내

## 요
- 요조숙녀
- 욕망 (드라마)
- 욕망의 문
- 욕망의 바다
- 욕망의 불꽃 (드라마)
- 용서 (2000년 드라마)
- 용서 (2004년 드라마)
- 용팔이 (드라마)
- 용왕님 보우하사

## 우
- 우리 다시 사랑할까요?
- 우리 읍내
- 우리가 결혼할 수 있을까
- 우리가 남인가요
- 우리가 만난 기적
- 우리가 사랑하는 죄인
- 우리가 사랑할 수 있을까
- 우리가 정말 사랑했을까
- 우리는 중산층
- 우리들 뜨거운 노래
- 우리들의 넝쿨 (드라마)
- 우리들의 해피엔딩
- 우리집 꿀단지
- 우리집 여자들
- 우아한 가
- 우와한 녀
- 욱씨남정기
- 운명과 분노 (드라마)
- 운명처럼 널 사랑해
- 운빨로맨스
- 울밑에 선 봉선화
- 울지 않는 새
- 웃어라 동해야
- 웃어요, 엄마
- 워킹맘 (드라마)
- 원더풀 라이프 (드라마)
- 원더풀 마마
- 원미동 사람들 (드라마)
- 원스 어폰 어 타임 인 생초리
- 원지동 블루스
- 원티드 (대한민국의 드라마)
- 월계수 양복점 신사들
- 웨딩드레스 (1997년 드라마)
- 웰컴2라이프

## 위
- 위기의 남자 (1992년 드라마)
- 위기의 남자 (2002년 드라마)
- 위기일발 풍년빌라
- 위대한 쇼
- 위대한 유산 (드라마)
- 위대한 유혹자
- 위대한 이야기
- 위대한 조강지처
- 위풍당당 그녀
- 위험한 사랑 (1996년 드라마)
- 위험한 사랑 (2005년 드라마)
- 위험한 여자

## 유
- 유나의 거리
- 유미의 세포들
- 유령 (드라마)
- 유령을 잡아라
- 유리가면 (2012년 드라마)
- 유리구두 (2002년 드라마)
- 유리의 성 (드라마)
- 유리화 (드라마)
- 유별나! 문셰프
- 유산 (드라마)
- 유심초 (드라마)
- 유정 (1999년 드라마)
- 유혹 (1987년 드라마)
- 유혹 (1996년 드라마)
- 유혹 (2014년 드라마)
- 육남매
- 육룡이 나르샤

## 으
- 으라차차 내 인생
- 으라차차 와이키키
- 으라차차 와이키키 2
- 은사시나무 (드라마)
- 은실이
- 은아의 뜰
- 은주의 방 (드라마)
- 은하수 (드라마)
- 은하수를 아시나요
- 은혜의 땅
- 은희
- 응급남녀
- 응답하라 1988
- 응답하라 1994
- 응답하라 1997
- 의가형제
- 의문의 일승
- 의사요한

## 이
- 이 남자가 사는 법
- 이 부부가 사는 법
- 이 여자가 사는 법
- 이름 없는 여자
- 이리와 안아줘
- 이몽 (드라마)
- 이번 생은 처음이라
- 이번 주 아내가 바람을 핍니다
- 이별 그리고 사랑
- 이별 없는 아침 (1992년 드라마)
- 이별 없는 아침 (2001년 드라마)
- 이별에 대처하는 우리의 자세
- 이별의 시작
- 이별이 떠났다
- 이브의 모든 것 (드라마)
- 이브의 사랑
- 이브의 화원
- 이 사랑 통역이 되나요
- 이산 (드라마)
- 이용익 (드라마)
- 이웃집 꽃미남
- 이웃집 여자 (1997년 드라마)
- 이웃집 웬수
- 이제 사랑은 끝났다
- 이젠 아무도 사랑하지 않는다
- 이태원 클라쓰
- 이판사판
- 이혼변호사는 연애중
- 이혼하지 않는 이유
- 인간시장 (드라마)
- 인간의 땅 (드라마)
- 인생은 아름다워 (2010년 드라마)
- 인생이여 고마워요
- 인생화보 (1987년 드라마)
- 인생화보 (2002년 드라마)
- 인수대비 (드라마)
- 인순이는 예쁘다
- 인어 아가씨
- 인연 만들기
- 인현왕후의 남자
- 인형의 집 (2018년 드라마)
- 일곱개의 숟가락
- 일과 사랑
- 일년에 열두남자
- 일단 뜨겁게 청소하라
- 일리있는 사랑
- 일지매 (1993년 드라마)
- 일지매 (2008년 드라마)
- 일출봉 (드라마)
- 일편단심 민들레
- 임꺽정 (1996년 드라마)
- 임진왜란 (드라마)
- 있을 때 잘해!!
- 잉여공주